# День животных (фильм)
«День животных» (англ. Day of the animals) — американский природный фильм ужасов 1977 года, предпоследний фильм режиссёра Уильяма Гёрдлера. Премьера состоялась 13 мая.
В фильме одну из своих немногих серьёзных ролей сыграл комедиант Лесли Нильсен.

## Сюжет
Сюжет фильма повествует о поднимающейся в горы группе туристов. Исчезновение озонового слоя вызывает агрессивное поведение находящихся на горе животных, и они нападают на туристов.

## Производство
Бюджет постановки составлял 1,2 миллиона долларов, а съемки проходили в Лонг-Барн, штат Калифорния.
Животные для фильма были обучены Монти Коксом, ветераном таких постановок, как «Апокалипсис сегодня» и «Невероятный Халк», который сотрудничал с актером Сьюзен Бэклини. Лесли Нильсен позже вспоминал, что был очень впечатлен медведем.

## Релиз
«День животных» был выпущен в кинотеатрах США 13 мая 1977 года, его выпуск сопровождался романизацией, написанной Дональдом Портером.

## Критика
День Животных был главным образом высмеян критиками за его плохие спецэффекты, глупую предпосылку, банальное выполнение и экологические темы на носу. Более поздние обзоры отметили, что безжалостный характер Лесли Нильсена шокирует современную аудиторию, воспитанную на его работе с комедиями. Сценарист фильма, Уильям Нортон, сам был разочарован в фильме. Скромная похвала была от The Hollywood Reporter.
Некоторые критики рекомендовали эту работу поклонникам фильмов ужасов и фильмов-катастроф 1970-х годов, а AllMovie сравнил его с научно-фантастическим фильмом ужасов «Королевство пауков» и «Лягушки». Кроме того, фильм имеет поклонников среди многих, кто видел его в молодом возрасте.